# 映画と実録でつづる第二次世界大戦
『映画と実録でつづる第二次世界大戦』（えいがとじつろくでつづるだいにじせかいたいせん、原題：All This and World War II）は、1976年に公開されたアメリカ合衆国のドキュメンタリー映画。監督はスーザン・ウィンスロー。

## 概要
1939年のナチス・ドイツのポーランド侵攻から1945年の日本の降伏までを描いた作品。ムービートーン・ニュース、ナチス・ドイツの当時のニュースのクリップ、20世紀フォックスおよび他スタジオの戦争映画の一部を引用して編集した映像で構成された。
ジャック・ベニー、エドガー・バーゲンとチャーリー・マッカーシー、ミルトン・バール、ハンフリー・ボガート、リチャード・バートン、ネヴィル・チェンバレン、ドワイト・D・アイゼンハワー、クラーク・ゲーブル、アドルフ・ヒトラー、ボブ・ホープ、ジョセフ・P・ケネディ、ローレル&ハーディ、ジェームズ・メイソン、ベニート・ムッソリーニ、フランクリン・デラノ・ルーズベルト、ヨセフ・スターリン、ジェームズ・スチュアートなどがアーカイブ出演。
BGMにはビートルズの楽曲をアンブロージア、エルトン・ジョン、ロッド・スチュワート、ビージーズ、ピーター・ガブリエルなどがカバーしたものが使用された。当初は原曲を使用する予定だったが、プロデューサーがサウンドトラック・アルバムでの収入を見込んで、他のアーティストたちを起用した。音楽監督はルー・ライズナー。エルトン・ジョンの「ルーシー・イン・ザ・スカイ・ウィズ・ダイアモンズ」は、ジ・エルトン・ジョン・バンドの名義で1974年にシングル発表されて大ヒットしたものが使用された。
テリー・ギリアムがアニメーションの提供を断ったという噂があるが、本作を構想したエグゼクティブ・プロデュ―サーのラス・リーガンは、ギリアムへの制作の依頼はなかったと明言している。

## 公開
アメリカでは1976年11月12日に公開。しかし批評家からは酷評され、上映は僅か2週間で打ち切りとなってしまった。
第30回カンヌ国際映画祭では非コンペティション部門にて上映された。
日本では劇場未公開だったが、1985年3月14日の深夜0:16~1:40にTBSの『木曜ロードショー』で放送された。ナレーターは納谷悟朗。

## 評価
上記のように、本作は酷評されて上映は2週間で打ち切られた。その後も、家庭用メディアの正規発表など一切なかった。

## 同名サウンドトラック・アルバム
音楽監督のライズナーが、サウンドトラック・アルバムのプロデューサーを務めた。ウィル・マローンがオーケストラの編曲を担当し、デヴィッド・ミーシャムとハリー・ラヴィノヴィッツがロンドン交響楽団とロイヤル・フィルハーモニー管弦楽団を指揮した。
オリジナルLPは2枚組で、アメリカでは20世紀フォックス・レコード、イギリスではリヴァ・レコードから発表された。売り上げは好調で、映画の興行収入よりも大きな収益を上げた。全英アルバムチャートで最高位23位、合計7週間ランクインし、Billboard 200では最高位48位を記録。オランダとニュージーランドのアルバムチャートでは、それぞれ最高位17位、37位だった。
日本ではLPとカセットが発売された。

### シングル・カット
- 「ゲット・バック」[16] - ロッド・スチュワート。1976年発表。イギリスで最高位11位[17][18]。
- 「マックスウェルズ・シルヴァー・ハンマー」[19] - フランキー・レインの最後のシングル。1976年発表。Billboard Hot 100で最高位86位[20]。
- 「マジカル・ミステリー・ツアー」[21] - アンブロージア。Billboard Hot 100で最高位39位[20]。

エルトン・ジョンの「ルーシー・イン・ザ・スカイ・ウィズ・ダイアモンズ」 のシングルは、本アルバムからのカットではなく、ジ・エルトン・ジョン・バンドの名義で1974年11月に発表されて全米・カナダで1位を記録したものである。

### 収録曲

#### LP
- A面 - #1-7
- B面 - #8-14
- C面 - #15-21
- D面 - #22-28

曲名は下記「タイトル」参照。

#### CD
| 全作詞・作曲: レノン＝マッカートニー。 | |                        |                        |                                    |      |
| #                                      | タイトル | 作詞                   | 作曲・編曲             | アーティスト                       | 時間 |
| 1.                                     | 「マジカル・ミステリー・ツアー」(Magical Mystery Tour)                                                                      | レノン＝マッカートニー | レノン＝マッカートニー | アンブロージア                     | 3:52 |
| 2.                                     | 「ルーシー・イン・ザ・スカイ・ウィズ・ダイアモンズ」(Lucy In The Sky With Diamonds)                                         | レノン＝マッカートニー | レノン＝マッカートニー | エルトン・ジョン                   | 6:15 |
| 3.                                     | 「ゴールデン・スランバー/キャリー・ザット・ウェイト」(Golden Slumbers/Carry That Weight)                                    | レノン＝マッカートニー | レノン＝マッカートニー | ビージーズ                         | 3:17 |
| 4.                                     | 「アイ・アム・ザ・ウォルラス」(I Am The Walrus)                                                                             | レノン＝マッカートニー | レノン＝マッカートニー | レオ・セイヤー                     | 3:49 |
| 5.                                     | 「シーズ・リーヴィング・ホーム」(She's Leaving Home)                                                                        | レノン＝マッカートニー | レノン＝マッカートニー | ブライアン・フェリー               | 3:07 |
| 6.                                     | 「ラヴリー・リタ」(Lovely Rita)                                                                                             | レノン＝マッカートニー | レノン＝マッカートニー | ロイ・ウッド                       | 1:13 |
| 7.                                     | 「ホエン・アイム・シックスティ・フォー」(When I'm Sixty-Four)                                                               | レノン＝マッカートニー | レノン＝マッカートニー | キース・ムーン                     | 2:36 |
| 8.                                     | 「ゲット・バック」(Get Back)                                                                                                | レノン＝マッカートニー | レノン＝マッカートニー | ロッド・スチュワート               | 4:24 |
| 9.                                     | 「レット・イット・ビー」(Let It Be)                                                                                         | レノン＝マッカートニー | レノン＝マッカートニー | レオ・セイヤー                     | 3:43 |
| 10.                                    | 「イエスタデイ」(Yesterday)                                                                                                 | レノン＝マッカートニー | レノン＝マッカートニー | デヴィッド・エセックス             | 2:44 |
| 11.                                    | 「ウィズ・ア・リトル・ヘルプ・フロム・マイ・フレンズ/ひとりぼっちのあいつ」(With A Little Help From My Friends/Nowhere Man) | レノン＝マッカートニー | レノン＝マッカートニー | ジェフ・リン                       | 6:56 |
| 12.                                    | 「ビコーズ」(Because) | レノン＝マッカートニー | レノン＝マッカートニー | リンジー・ディ・ポール             | 3:24 |
| 13.                                    | 「シー・ケイム・イン・スルー・ザ・バスルーム・ウィンドー」(She Came In Through The Bathroom Window)                         | レノン＝マッカートニー | レノン＝マッカートニー | ビージーズ                         | 1:54 |
| 14.                                    | 「ミッシェル」(Michelle) | レノン＝マッカートニー | レノン＝マッカートニー | リッカルド・コッチャンテ           | 4:00 |
| 15.                                    | 「恋を抱きしめよう」(We Can Work It Out)                                                                                    | レノン＝マッカートニー | レノン＝マッカートニー | フォー・シーズンズ                 | 2:39 |
| 16.                                    | 「フール・オン・ザ・ヒル」(The Fool On The Hill)                                                                            | レノン＝マッカートニー | レノン＝マッカートニー | ヘレン・レディ                     | 3:37 |
| 17.                                    | 「マックスウェルズ・シルヴァー・ハンマー」(Maxwell's Silver Hammer)                                                         | レノン＝マッカートニー | レノン＝マッカートニー | フランキー・レイン                 | 3:27 |
| 18.                                    | 「ヘイ・ジュード」(Hey, Jude)                                                                                               | レノン＝マッカートニー | レノン＝マッカートニー | ブラザーズ・ジョンソン             | 4:58 |
| 19.                                    | 「ポリシーン・パン」(Polythene Pam)                                                                                         | レノン＝マッカートニー | レノン＝マッカートニー | ロイ・ウッド                       | 1:30 |
| 20.                                    | 「サン・キング」(Sun King)                                                                                                  | レノン＝マッカートニー | レノン＝マッカートニー | ビージーズ                         | 2:03 |
| 21.                                    | 「ゲッティング・ベター」(Getting Better)                                                                                    | レノン＝マッカートニー | レノン＝マッカートニー | ステイタス・クォー                 | 2:19 |
| 22.                                    | 「ザ・ロング・アンド・ワインディング・ロード」(The Long And Winding Road)                                                   | レノン＝マッカートニー | レノン＝マッカートニー | レオ・セイヤー                     | 4:47 |
| 23.                                    | 「ヘルプ!」(Help) | レノン＝マッカートニー | レノン＝マッカートニー | ヘンリー・グロス                   | 3:07 |
| 24.                                    | 「ストロベリー・フィールズ・フォーエバー」(Strawberry Fields Forever)                                                       | レノン＝マッカートニー | レノン＝マッカートニー | ピーター・ガブリエル               | 2:30 |
| 25.                                    | 「ア・デイ・イン・ザ・ライフ」(A Day In The Life)                                                                           | レノン＝マッカートニー | レノン＝マッカートニー | フランキー・ヴァリ                 | 4:04 |
| 26.                                    | 「カム・トゥゲザー」(Come Together)                                                                                         | レノン＝マッカートニー | レノン＝マッカートニー | ティナ・ターナー                   | 4:08 |
| 27.                                    | 「ユー・ネヴァー・ギヴ・ミー・ユア・マネー」(You Never Give Me Your Money)                                                  | レノン＝マッカートニー | レノン＝マッカートニー | ウィル・マローン、ルー・ライズナー | 3:04 |
| 28.                                    | 「ジ・エンド」(The End) | レノン＝マッカートニー | レノン＝マッカートニー | ロンドン交響楽団                   | 2:26 |
| 合計時間:                              | 合計時間: | 合計時間:              | 95:53                  |                                    |      |

### チャート成績
| チャート (1976年)                  | 最高位 |
| ---------------------------------- | ------ |
| オーストラリア (Kent Music Report) | 37     |
| オランダ (MegaCharts)              | 17     |
| ニュージーランド (RMNZ)            | 37     |
| UK アルバムズ (OCC)                | 23     |
| US Billboard 200                   | 48     |

## DVD『ザ・ビートルズと第二次世界大戦』
2016年、トニー・パーマーが再編集した『ザ・ビートルズと第二次世界大戦』（The Beatles And World War II）のDVDとCDが発表された。